# Lauterborn (Echternach)
Lauterborn ist eine kleine Ortschaft 3 km südwestlich von Echternach in Luxemburg, an der N11/E29 gelegen. Sie besteht aus einem Schloss, einer Kapelle und mehreren Mühlen. Den Namen hat die Ortschaft von der Quelle des Baches (Lauterborner Bach) oberhalb der Ansiedlung. Lauterborn gehört heute zur Stadt Echternach.

## Gebäude

### Schloss
Das Lauterborner Schloss, bestehend aus einem Herrenhaus, einem Haus für Bedienstete, Ställen, Scheunen, Kapelle, Schlossgarten und Weiher, war einst eine Domäne der Abtei Echternach, und geht zurück auf eine Schenkung von Propst Berengaud zwischen 926 und 931. Das heutige Gebäude wurde 1774 unter dem Abt Michel Horman durch den Architekten Paul Mungenast als Residenz eines der Mönche errichtet. Im Zuge der  Französischen Revolution wurde das Schloss 1797 versteigert. Es wechselte fortan mehrmals den Besitzer und befindet sich auch heute noch in Privatbesitz.

### Kapelle
Die Kapelle gehört als Privatbesitz zum Schloss. Der Grundstein für die Kapelle wurde 1628 gelegt, sie wurde 1629 fertiggestellt und konsekriert. Ende des 18. Jahrhunderts wurde die Kapelle im Rokoko-Stil, wahrscheinlich unter dem Architekten Paul Mungenast, neu errichtet. Über dem Eingang befindet sich das Wappen von Abt Limpach sowie eine Muttergottesstatue, im Inneren ein Rokoko-Altar, der aus der Zeit der Errichtung stammt, mit einem Bild, das älter ist und das Wappen von Abt Petrus Fisch (1628–1657) darstellt. Die Kapelle wurde im  Zweiten Weltkrieg stark beschädigt, 1960 renoviert und von Bischof Léon Lommel neu geweiht.

### Mühlen
Insgesamt gab es in Lauterborn fünf Mühlen. 1581 wird die erste Mühle urkundlich erwähnt. Heute ist noch eine der Mühlen, die Dieschbourger Mühle, in Betrieb, in einer anderen befindet sich ein Hotel-Restaurant. 

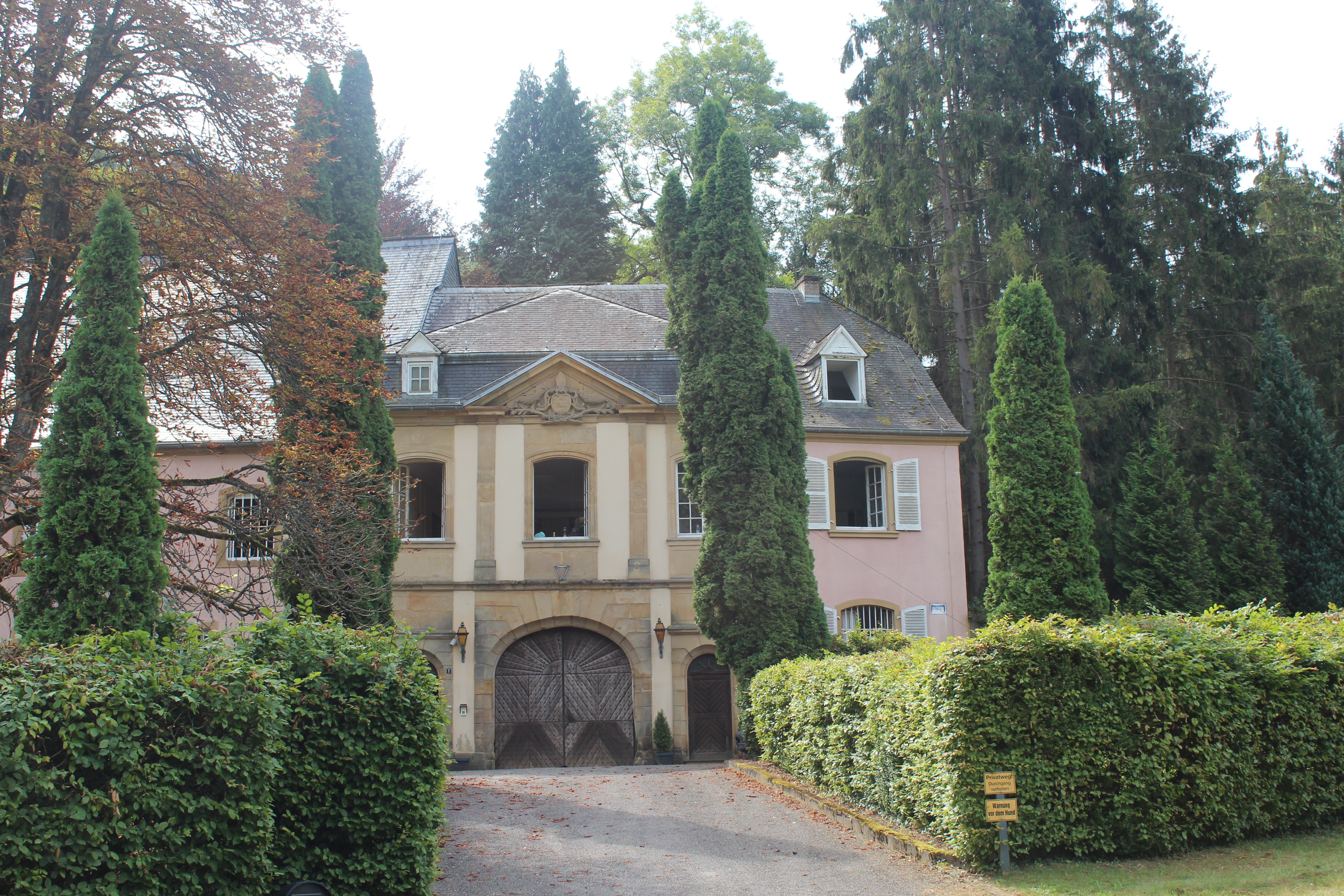
Schloss
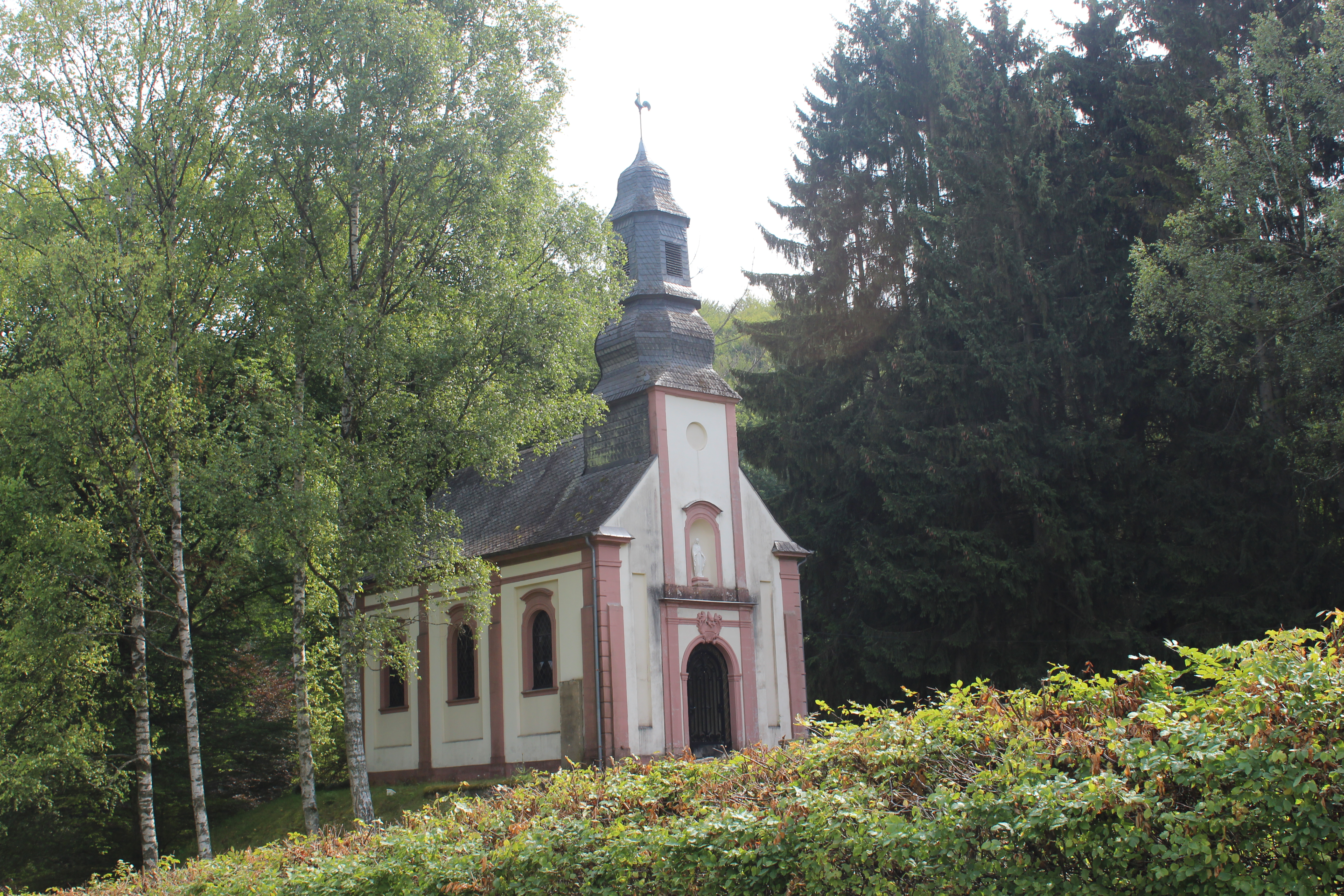
Schlosskapelle